# Didelotia engleri
Didelotia engleri là một loài thực vật có hoa trong họ Đậu. Loài này được Dinkl. & Harms miêu tả khoa học đầu tiên.